# Giovanni Andrea Ansaldo

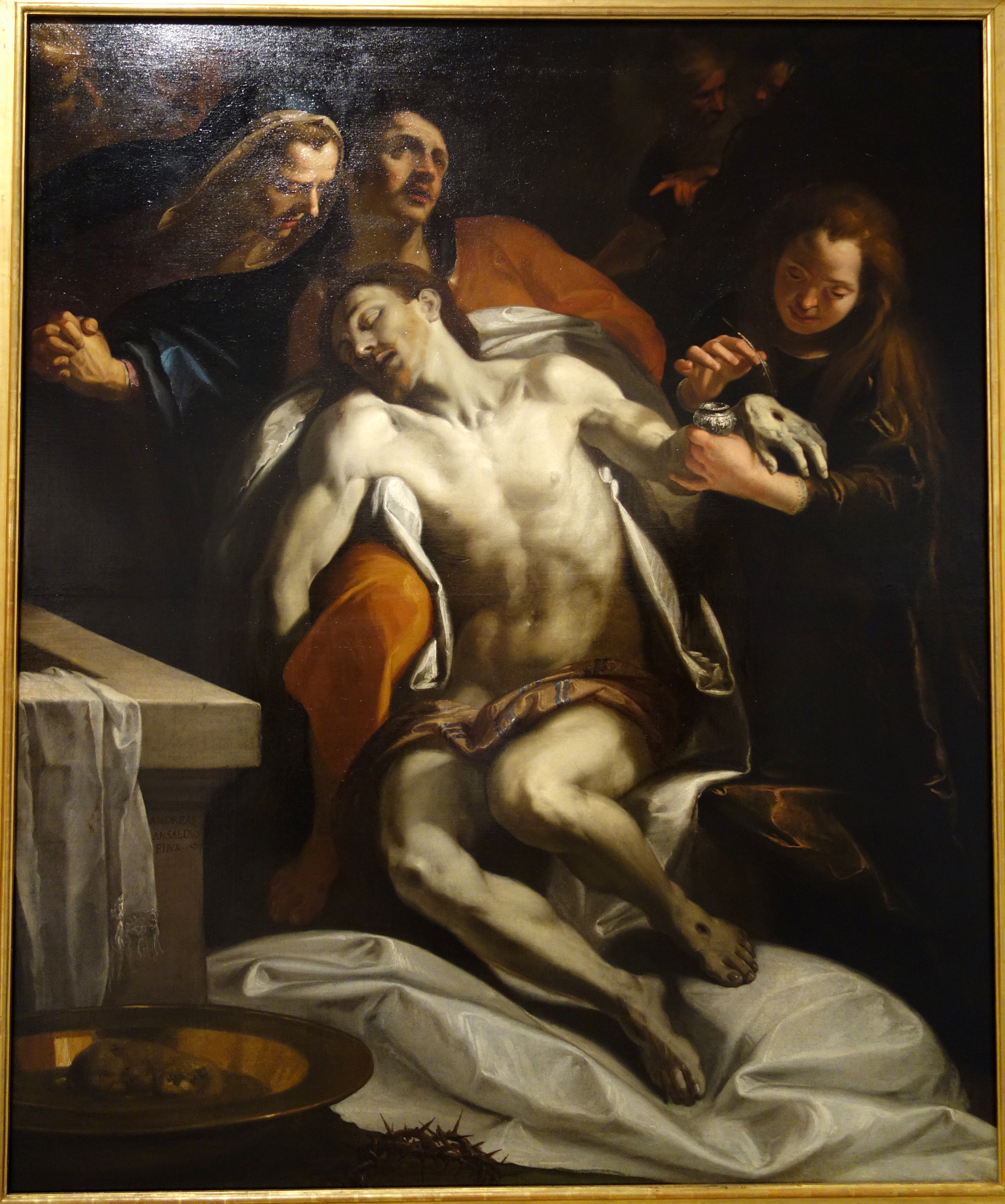
Pietà, Öl auf Leinwand, Accademia Ligustica di Belle Arti, Genua

Giovanni Andrea Ansaldo (* 24. August 1584 in Voltri (Genua); † 20. August 1638 ebenda) war ein italienischer Maler und Freskant zwischen Spätmanierismus und Frühbarock aus der Genueser Schule.

## Leben
Er kam in Voltri bei Genua als ältester Sohn von Agostino Ansaldo zur Welt und wurde in der Kirche Santi Niccolò ed Erasmo getauft. Sein Vater soll laut Soprani ein einst reicher Kaufmann gewesen sein, der später verarmte und starb, als Andrea noch jung war.
Seine künstlerische Ausbildung erhielt er in Genua bei Orazio Cambiaso, dem Sohn des berühmten Luca Cambiaso, von dem er unter anderem seine Meisterschaft in der Quadraturmalerei lernte und von dessen Stil er lange beeinflusst blieb. Nach einer von Soprani berichteten Anekdote lieh sich Ansaldo in seiner Jugend von einem Freund ein Bild von Paolo Veronese aus, das er so oft kopierte, bis er mit dem Ergebnis zufrieden war. Dieser venezianische Einfluss ist an einigen seiner Werke zu erkennen.

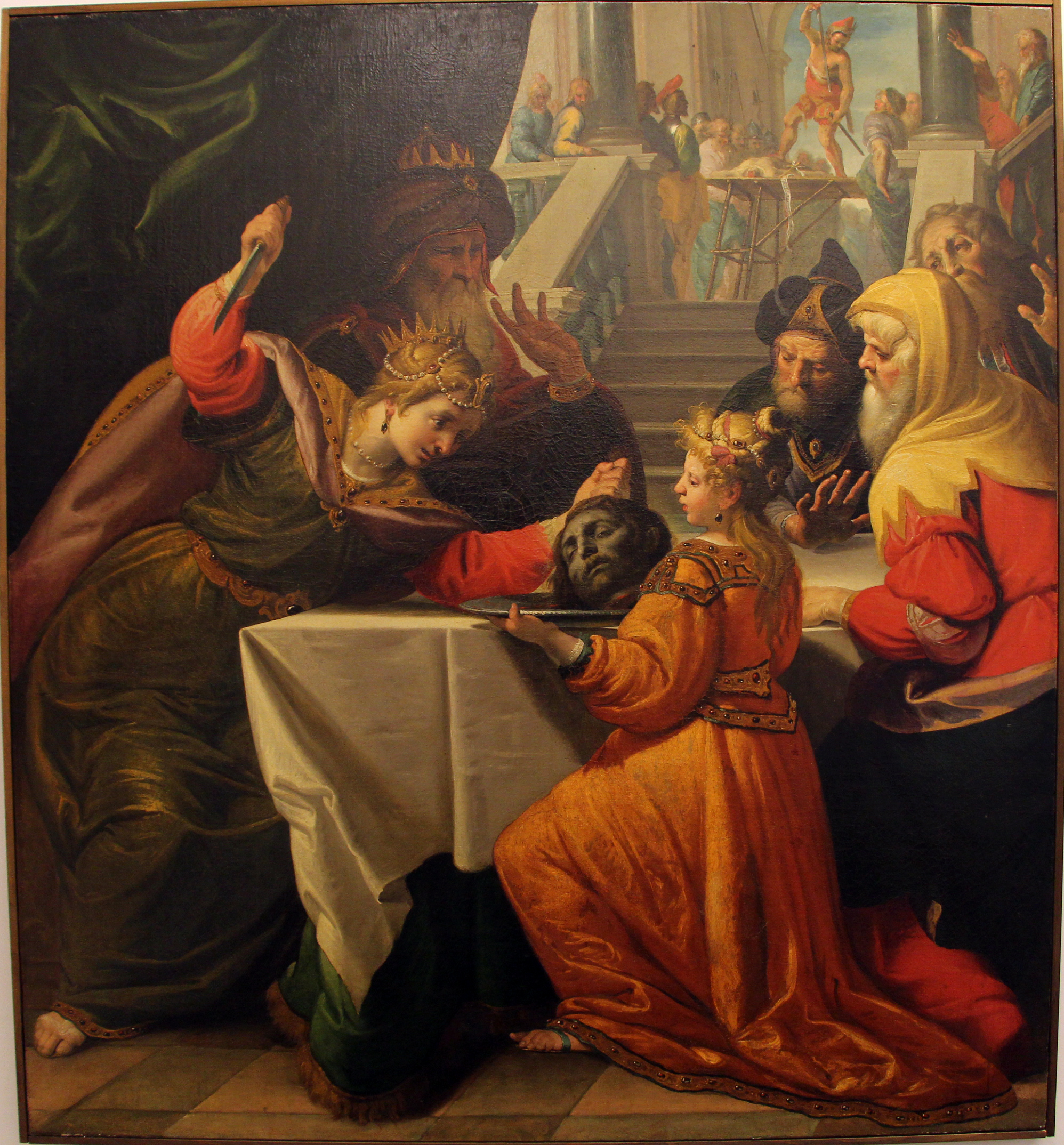
Salome überreicht das Haupt des Täufers an Herodias (aus dem Oratorio di San Silvestro) Musei di Strada Nuova, Genua

Sein erstes bekanntes Gemälde ist die Enthauptung des Täufers in der Gemeindekirche von Recco.
Roberto Longhi rechnete Ansaldo zu den „Freunden der Mailänder“ („amici dei milanesi“), womit er meinte, dass er Anregungen von den bedeutenden lombardischen Meistern Giulio Cesare Procaccini, Cerano und Morazzone annahm, die ohnehin einen gewissen Einfluss auf die Genueser Malerei des frühen 17. Jahrhunderts ausübten. Erkennbar ist dieser Einfluss u. a. an Ansaldos Pietà in der Accademia Ligustica di Belle Arti (Genua) – einem seiner bekanntesten Bilder.
Nach seiner Ausbildung kehrte Ansaldo wieder nach Voltri zurück. Er war nachweislich mit Bernardo Strozzi befreundet, der in einem Kloster im nahegelegenen Campi lebte und der ihn 1622 in einer Kontroverse über einige Gemälde in Albissola als Fachmann heranzog. Andrea Ansaldo soll Strozzis Kunst bewundert haben, ließ sich auch zuweilen davon inspirieren, ohne aber dessen fortschrittlichen und originellen Naturalismus im Sinne des Barock zu übernehmen. Stattdessen blieb Ansaldo selber mehr einem späten Manierismus verhaftet.
Eine sehr elegante Flucht nach Ägypten in der Galleria nazionale d’arte antica in Rom wurde Andrea Ansaldo von Roberto Longhi zugeschrieben. Ein früher Luca Giordano zugeschriebener Bethlehemitischer Kindermord in der Galleria Doria Pamphilj (Rom) trägt das Monogramm „A.“ und gilt nun als Werk Ansaldos.
Andrea Ansaldos Werk gilt besonders auf dem Gebiet der Freskenkunst und in der virtuosen Anwendung der Perspektive als ein wichtiger Meilenstein für die spätere Entwicklung der bedeutenden illusionistischen Dekorationskunst Genuas. Ein Beispiel dafür sind die Deckenfresken der Cappella di San Carlo in der Gemeindekirche von Albisola Marina, die er 1622–1623 schuf, noch bevor einige für ihre Quadraturen bekannte Bologneser Maler in Genua auftauchten.

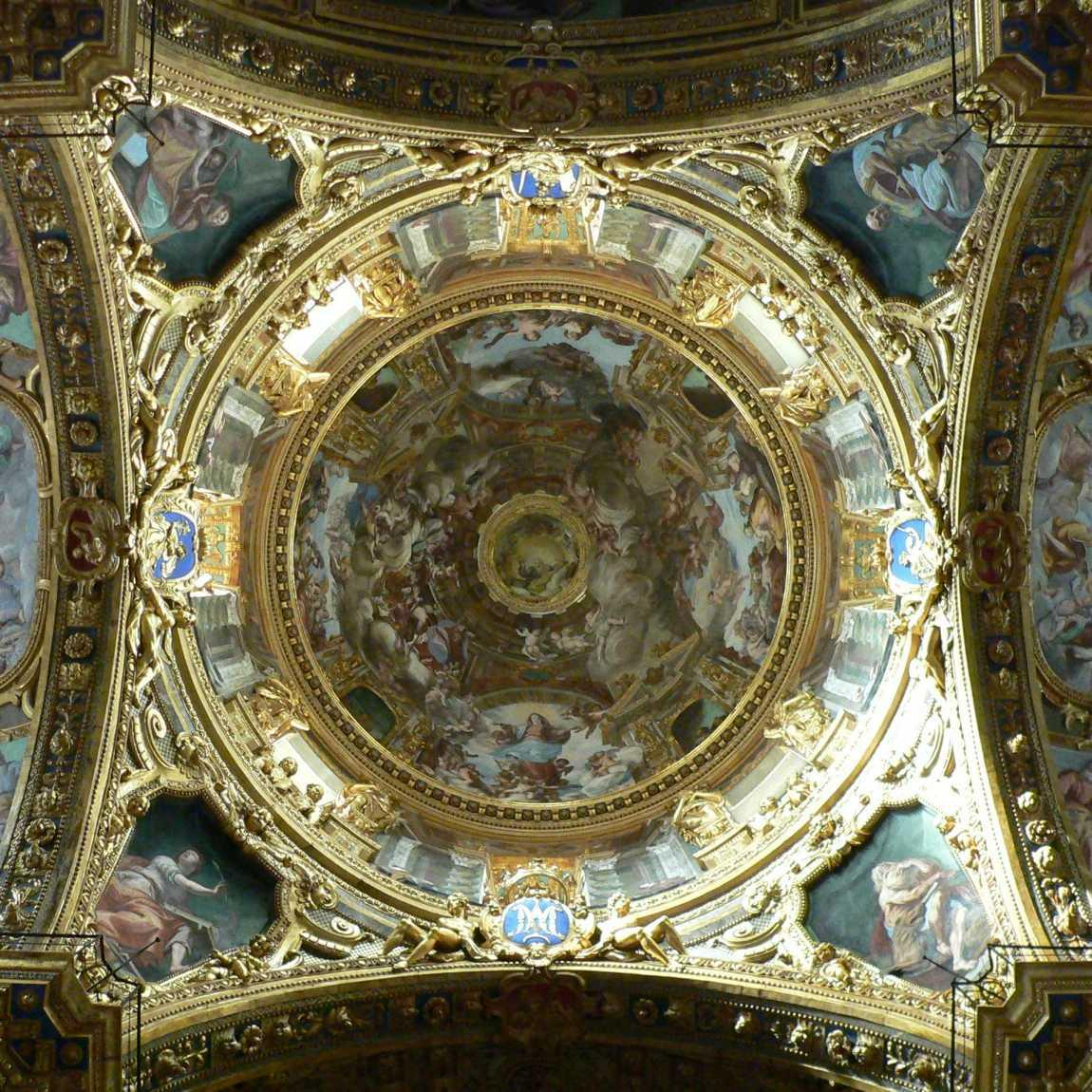
Kuppelfresken Mariä Himmelfahrt in der SS. Annunziata del Vastato, Genua

Als sein Meisterwerk gelten die 1635 bis 1638 entstandenen Kuppelfresken mit der Himmelfahrt Mariä in der Basilica della Santissima Annunziata del Vastato in Genua. Diese malte er im Auftrag der Familie Lomellini, welche ihm den heißbegehrten Auftrag allerdings erst nach einigem Hin und Her – und Intrigen vonseiten Genueser Künstler – gab. Zuvor hatte Ansaldo seine Entwürfe zur Begutachtung an die Accademia del disegno nach Florenz geschickt, wo sie von Jacopo da Empoli und Domenico Passignano gutgeheißen und sehr gelobt worden waren. Ansaldo wurde während seiner Arbeit an den Kuppelfresken (von Häschern neidischer Konkurrenten ?) auf der Straße angegriffen und mit einem Messer verletzt, konnte aber nach einigen Monaten Erholung sein Werk vollenden. Die Lomellini waren von seinem Werk so begeistert, dass sie ihn auch die Fresken in der Apsis der SS. Annunziata malen lassen wollten, was aber laut Soprani durch eine schwere Krankheit des Malers verhindert wurde. Ansaldos Kuppelfresken in der SS. Annunziata sind allerdings nicht mehr ganz original erhalten, sondern wurden 1703 von Gregorio De Ferrari restauriert und überarbeitet.
Andrea Ansaldo schien sich zunächst von seiner Krankheit zu erholen und nahm sogar einen neuen Auftrag für Fresken in der Kirche Sant’Andrea an, erlitt aber dann einen Rückfall und starb 1638 wenige Tage vor seinem 54. Geburtstag.
Zu seinen Schülern zählten Orazio De Ferrari und Gioacchino Assereto sowie Giuseppe Badaracco und Bartolomeo Basso.

## Bildergalerie

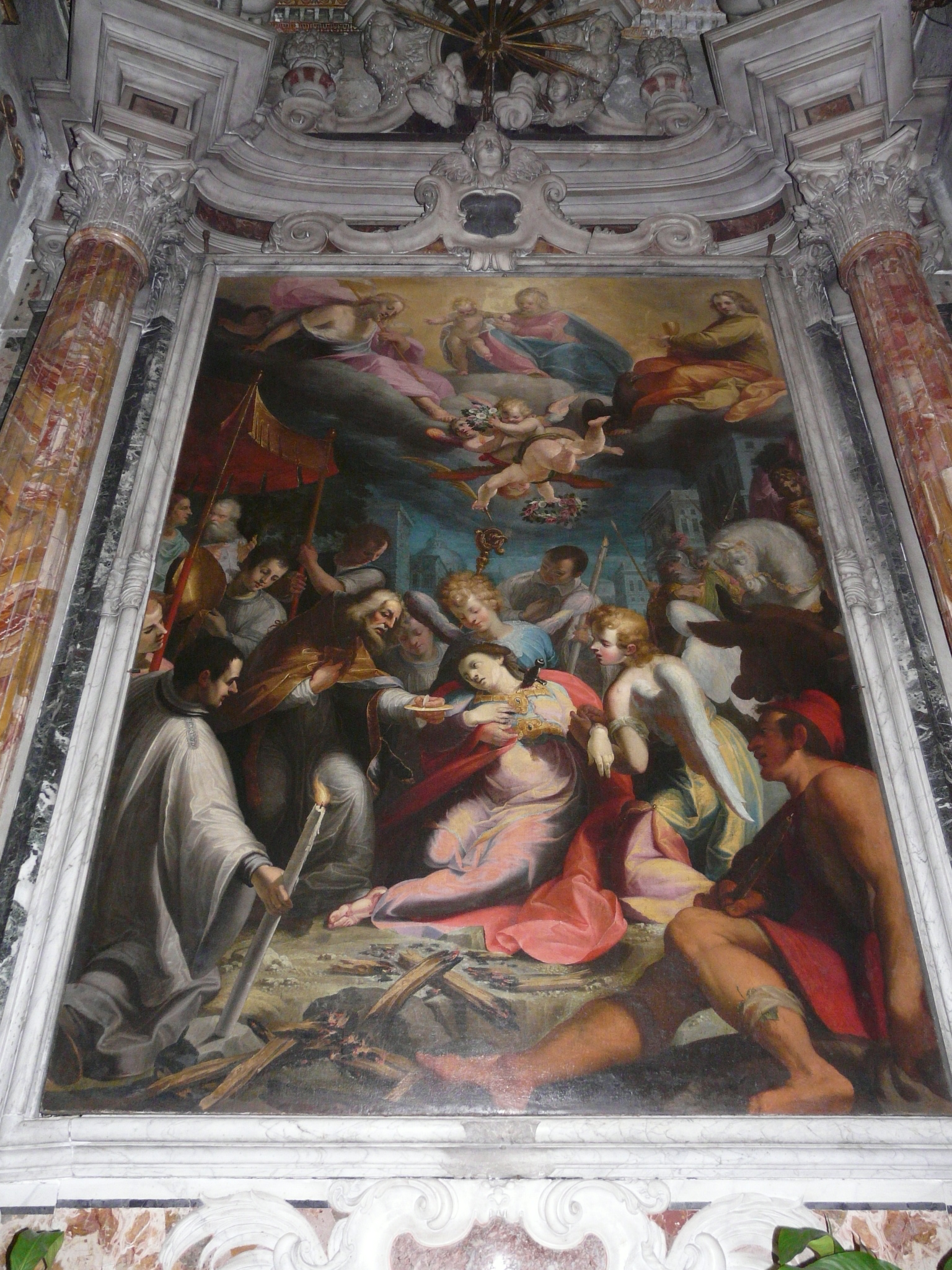
Martyrium der hl. Lucia, Kirche Santi Nicolò ed Erasmo, Voltri
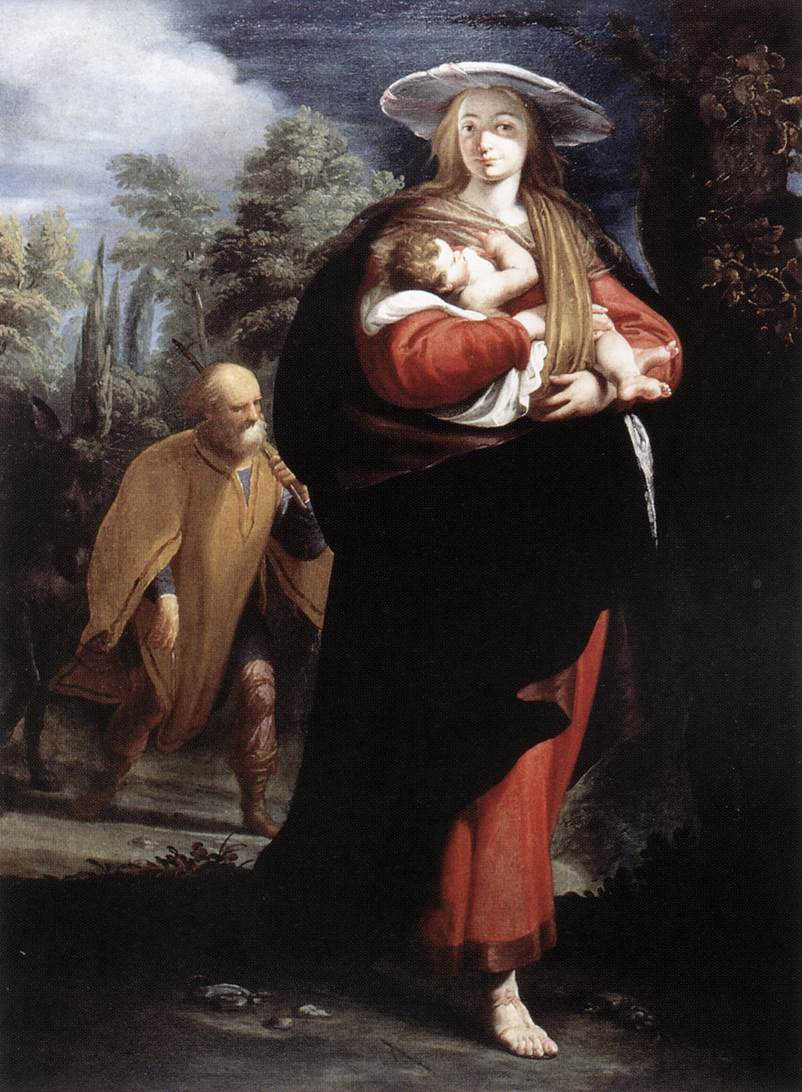
Flucht nach Ägypten, Galleria nazionale d’arte antica, Rom (G. A. Ansaldo zugeschrieben)
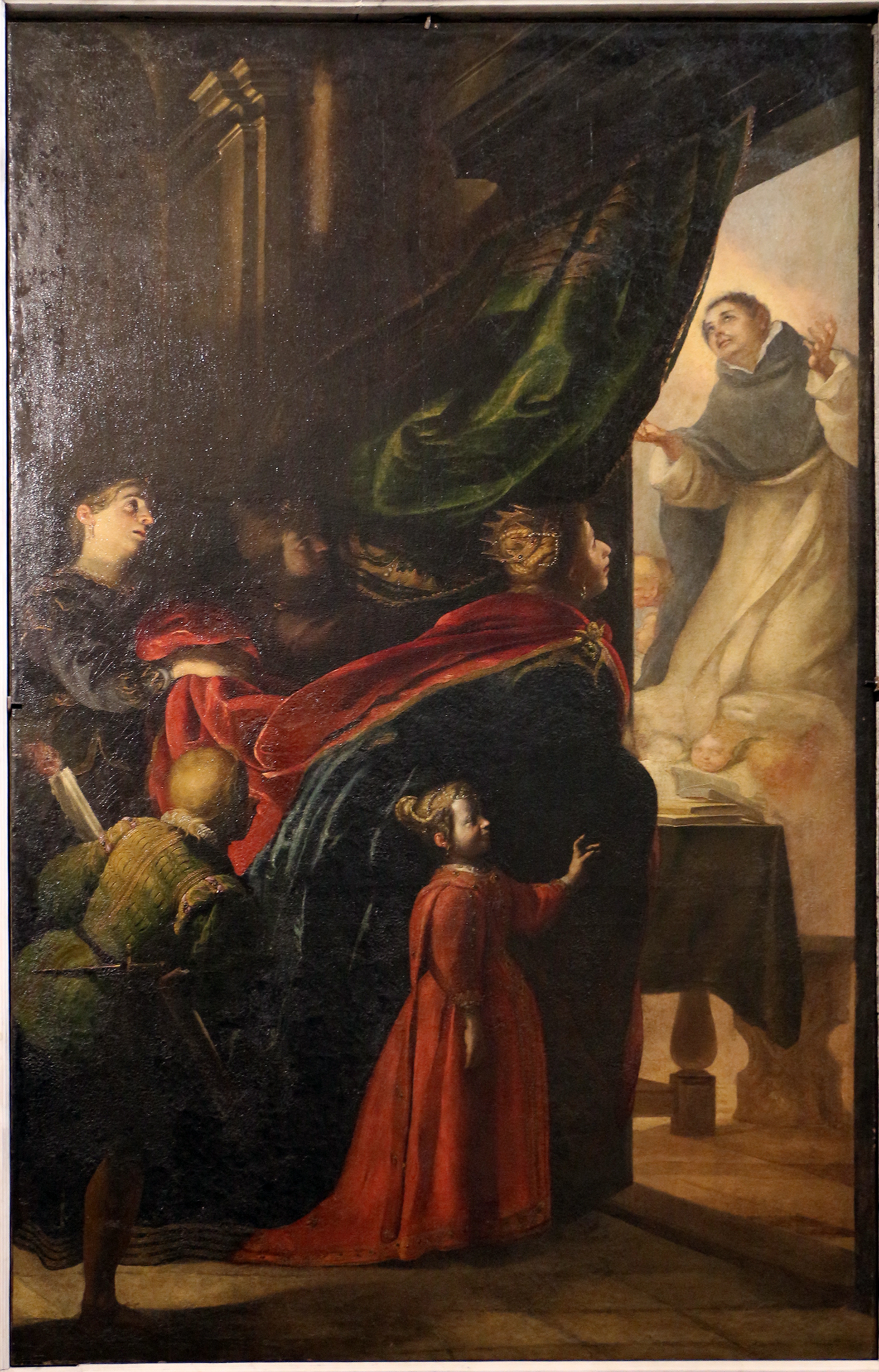
Der hl. Vincenz heilt eine Besessene, Santa Maria di Castello, Genua

## Werke (Auswahl)
Ölgemälde:
- Enthauptung des Täufers, Gemeindekirche (parrocchiale) von Recco
- Der hl. Ambrosius und Kaiser Theodosius, Sant’ Ambrogio, Voltri
- Anbetung der Könige, Oratorio delle Cinque Piaghe, Genua
- Orgelflügel des Doms von Genua
- Pietà, Accademia Ligustica di Belle Arti, Genua
- Hl. Carlo Borromeo, Cappella, Albisola,
- Abendmahl (Cenacolo), Accademia Ligustica, Genua
- Taufe der hl. drei Könige, Oratorio di Sant’Antonio Abate e delle Cinque Piaghe, Genua
- Stärke (Fortezza), Palazzo ducale, Genua
- Flucht nach Ägypten, Galleria Nazionale d’arte antica, Rom (zugeschrieben)
- Bethlehemitischer Kindermord, Galleria Doria Pamphilj, Rom

Fresken:
- Deckenfresken (1622–1623) der Cappella di San Carlo in der Gemeindekirche von Albisola Marina
- Fresken im Palazzo Embriaci, Genua
- Freskenzyklus über das Leben des Samson, Palazzo Brignole Sale (piazza Embriaci 5), Genua (im 2. Weltkrieg stark beschädigt)
- Himmelfahrt Mariä, Fresko im Palazzo Negrone (heute: De Cavi), Genua
- Fresken in der Villa Spinola (heute: Istituto Tecnico Statale), Sampierdarena (Genua)
- allegorische Fresken im Salon des Palazzo Ducale, Genua
- Kuppelfresken (1635–1638) in der Santissima Annunziata del Vastato, Genua